# Starlight Promises
Starlight Promises (jap. 約束の七夜祭り, Yakusoku no Nanaya Matsuri) ist ein Anime-Film aus dem Jahr 2018, der als Web-Anime veröffentlicht wurde.

## Handlung
Der Oberschüler Shoma Mihara erhält überraschend über eine Handy-App eine Nachricht von Atsushi Fujii, einem guten Freund aus Grundschultagen, zu dem er den Kontakt verloren hat. Er wird zu einem Fest eingeladen und um Atsushi endlich wieder zu treffen begibt sich Shoma auf den beschriebenen Weg. Unversehens gelangt er auf ein in der Wildnis verstecktes Festival-Gelände, in denen Menschen von überall her in traditionellen Gewändern und nach alter Handwerkskunst ein Tanabata-Fest vorbereiten. Das Mädchen Shiori Senozawa, die die Prinzessin des Fests spielen soll, führt ihn herum. Shoma wurde als ihr Prinz auserkoren und in der Hoffnung, Atsushi noch zu treffen, spielt er mit.
Bei der Vorbereitung zum Fest werden die Teilnehmer von ihren Anzügen und Augmented-Reality-Brillen unterstützt, die ihnen die nötige Kraft und Wissen geben. Auch Kanna, das Mädchen das die Vorbereitungen leitet, ist eine künstliche Intelligenz. Nachts aber werden Shiori und Shoma von ebenfalls durch eine KI erzeugten Samurai angegriffen, gegen die sie sich verteidigen müssen. Außerdem erfährt Shoma, dass alle zum Fest gekommen sind, um jemanden zu treffen der gestorben ist. Als das Fest beginnt werden die beiden erneut angegriffen und müssen mit Kanna gegen die Samurai kämpfen. Die werden von der KI erzeugt, die das Fest vorbereitet hat, da sie zu viele Informationen verarbeiten musste und dabei die Samurai aus Wissen über Legenden und der Geschichte schuf. Schließlich wird Shoma während der Zeremonie bewusst, dass auch Atsushi damals nicht wegzog, sondern gestorben ist. Er hatte die Erinnerung daran nur verdrängt. Shoma sieht eine von der KI erzeugte Simulation Atsushis und kann sich von ihm verabschieden, so wie alle Teilnehmer am Fest ihre Verstorbenen noch ein letztes Mal sehen können. Möglich war dies durch eine App auf deren Handys, die auch Shoma zu dem Fest eingeladen hatte.

## Produktion und Veröffentlichung
Der Film entstand bei den Studios XFlag und Yokohama Animation Lab unter der Regie von Kazuya Murata. Das Konzept und Skript wurde im Studio XFlag entwickelt. Das Charakterdesign entwarf Majiro und Senbon Umishima setzte dessen Entwurf für den Film um. Die künstlerische Leitung lag bei Hirotsugu Kakoi und die Leitung der 3D-Animationen lag bei Ryūsei Nakajima. Für die Produktion verantwortlich war Jonathan Kazushi Maeno. Die Filmmusik komponierte Taro Iwashiro und für den Vorspann wurde das Lied Awai von Anri Kumaki verwendet.
Die Veröffentlichung des 62 Minuten langen Films war für den 7. Juli 2018, dem Tag des Tanabata-Fests, geplant. Der Termin musste jedoch verschoben werden; der Film kam dann am 3. August 2018 in Japan auf YouTube heraus. Die Plattform Chrunchyroll veröffentlichte den Anime mit Untertiteln in diversen Sprachen, darunter Englisch und Deutsch.

## Synchronisation
| Rolle           | Japanische Synchronsprecher (Seiyū) |
| --------------- | ----------------------------------- |
| Shoma Mihara    | Sōma Saitō                          |
| Shiori Senozawa | Nozomi Yamamoto                     |
| Kogetsuhime     | Ayaka Fukuhara                      |
| Atsushi Fujii   | Daiki Yamashita                     |
| Kaori Senozawa  | Sayaka Senbongi                     |
| Kanna           | Tomomi Mineuchi                     |